# Lisburn

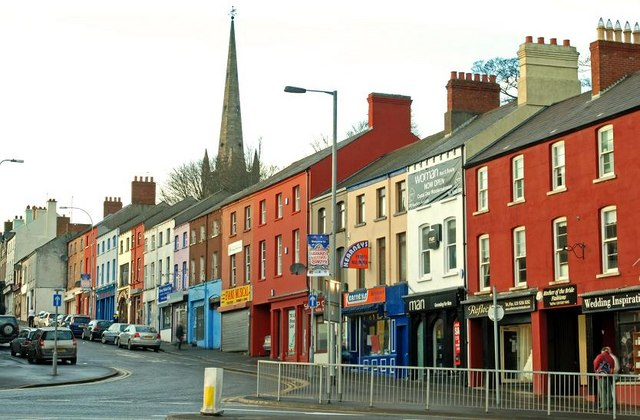
Bridge Street i Lisburn.

Lisburn (iriska: Lios na gCearrbhach) är en stad i Nordirland, sydväst om Belfast. En anglicerad version av det iriska namnet, Lisnagarvey, används i titlar för skolor och idrottsklubbar i området. Staden fick stadsrättigheter 2002 (tillsammans med Newry). Staden ligger mellan grevskapet Antrim och Down med River Lagan som gräns. Lisburn hade 71 465 invånare vid folkräkningen 2001. Trots stadsrättigheterna består staden av orten Lisburn omgivet av jordbruk- och halvjordbruksområden. Lisburn är huvudort i distriktet Lisburn and Castlereagh som bildades 2015. I det tidigare Lisburn stadsdistrikt ingick förutom staden Lisburn också orterna Hillsborough, Moira, Glenavy och Drumbo. .
Lisburn är också känd som födelseplats för den irländska linneindustrin, vilken etablerades 1698 av Louis Crommelin och andra hugenotter. En utställning om den irländska linneindustrin finns nu på Irish Linen Centr som ligger i stadens Old Market House på Market Square.
Staden är en populär shoppingplats med flera stora varuhus både i själva Lisburn och utanför. Här finns bland annat Sprucefield och Sprucefield Parkcentrumen.

## Administration
Lisburn är bas för flera viktiga politiska, allmänna och militära institut med associerad infrastruktur. Bland annat finns här högkvarter för Down Lisburn Trust, ett av de största nordirländska hälso- och socialtjänstbolagen, Thiepval Barracks samt huvudkontor för British Army i Nordirland. Norden Ireland Fire Brigade är också baserat i staden.
Vid val till Storbritanniens parlament faller staden huvudsakligen inom Lagan Valley valkrets, men är också indelat i West Belfast.

## Historia
Förhandlingar kring amerikanska självständighetskriget mellan Ben Franklin och Lord Hillsborough hölls i Hillsborough.

## Invånare
Sir Richard Wallace har haft en betydande påverkan i staden. Hans arv inkluderar Wallace Park och Wallace High School. 1872 donerade han vattenfontäner, kända som Wallace fountains, varav två fortfarande finns nära cricketbanan i Wallace Park, samt framför Lisburn Linen Museum på Bow Street. Ytterligare en fontän ligger i Castle Gardens. Wallace dubbades till baronet 1871 och var parlamentsledamot för Lisburns valkrets från 1873 till 1885.

## Demografi
Lisburn stadsdistrikt ligger inom Belfast storstadsområde (BMUA) och klassas som en stor stad enligt NI Statistics and Research Agency (NISRA) (en titel för städer med mellan 18 000 och 75 000 invånare) Vid folkräkningen 29 april 2001 hade Lisburn 71 465 invånare av dessa var 25,4 % av befolkningen under 16 år, 15,6 % var över 60 år. 52,1 % av befolkningen var kvinnor och 47,9 % var män. Religionen var fördelad på 54,2 % prostestanter och 41,7 % av invånarna var katoliker. 4 % av befolkningen mellan 16 och 74 år var arbetslösa.

## Politik
Lisburn ligger i Lagan Valley valkrets samt en del inom West Belfast.

## Utbildning
| - Central Primary School - Tonagh Primary School - Largymore Primary School - St Aloysius Primary School - Killowen Primary School - Ballymacash Primary School - Brownlee Primary School - Forthill Primary School - Harmony Hill Primary School - St Joseph's Primary School - St Colman's Primary School | - Old Warren Primary School - Knockmore Primary School - Pond Park Primary School - Friends School - Lisnagarvey High School - Wallace High School - Forthill College Lisburn - Laurelhill Community College - St Patricks High School - Lisburn Institute |

## Transport
Lisburns järnvägsstation öppnades den 12 augusti 1839.

## Sport
Lisburn Distillery är en nordirländsk fotbollsklubb som spelar i Irish Premier League. Klubben, som grundades 1879, kommer ursprungligen från västra Belfast där den baserades på Distillery Street vid Grosvenor Road till 1971. Efter att ha lånat Skegoneill Avenue (Brantwood FC) och Seaview (Crusaders FC) under några år flyttade klubben in i sin nya arena "New Grosvenor Stadium" i Ballyskeagh nära Dunmurry utanförstaden 1980. Klubben hette endast 'Distillery' till 1999 då den bytte namn till 'Lisburn Distillery' för att lättare kunna förknippas med sin hemstad Lisburn. Klubbfärgen är vit och den nuvarande tränaren är Paul Kirk.

### Fotnoter
1. ↑  Office of Public Sector Information Arkiverad 6 december 2007 hämtat från the Wayback Machine.
2. ↑  NI neighbourhood Information Service
3. ↑  Lisburn station. Railscot - Irish Railways. Hämtat 2007-08-28.